# Kotschya speciosa
Kotschya speciosa es una especie de planta floral del género Kotschya, tribu Dalbergieae, familia Fabaceae.

## Distribución
Se distribuye por Camerún, República Centroafricana, Mozambique, Nigeria, Tanzania, Zambia y Zimbabue.

## Taxonomía
Fue descrita por (Hutch.) Hepper y publicada en Kew Bulletin 11: 124 (1956).